# 高曽根里恵
高曽根 里恵（たかそね りえ、1981年（昭和56年）5月15日 - ）は、日本のフリーアナウンサー。

## 来歴
徳島県小松島市出身。徳島県立城南高等学校、広島大学教育学部卒業。
大学を卒業後、2005年（平成17年）4月にテレビ高知 (KUTV) に入社。同局がアナログ放送を行っていた頃には、アナウンス業務と並行して地上デジタル放送推進大使も務めていた。
2013年（平成25年）4月にテレビ高知を退社し、結婚。兵庫県姫路市へ転居し、オフィスキイワード大阪本社所属のフリーアナウンサーとなる。また、2015年（平成27年）4月に兵庫県の広報専門員（県の魅力や取り組みについてのPR業務を主に担当する非常勤嘱託員）となり、サンテレビで放送される県の広報番組に出演していた。
出産のため、2018年（平成30年）9月をもって広報専門員を退任した。ただし、広報記事の執筆・寄稿は同年10月まで行っていた。
2023年（令和5年）10月、居住地の姫路市にて、観光大使「姫路お城のアンバサダー」に選出された。

## 人物
身長160cm。
趣味は演劇・映画鑑賞で、大学時代には演劇サークルに所属していた。他に釣りやゴルフも嗜む。

## 担当番組
特記のないデータは、すべてオフィスキイワード公式プロフィールからの参考。

### テレビ高知
- じゃらん！2モーニング - MC
- みのもんたの朝ズバッ! （TBS） - 「きょうも安全運転」担当[12]
- 歌って走ってキャラバンバン - MC
- イブニングKOCHI - キャスター
- がんばれ高知!!eco応援団 - リポーター
- ニッポン県民性発表SP （TBS） - プレゼンター
- 世界陸上大阪大会（毎日放送） - サポーター
- 知っとこ! （毎日放送） - 2011年9月24日放送「日本全国！自慢の手土産SP」プレゼンター
- よさこい祭り中継特番 - MC、リポーター
- 原宿表参道元氣祭り・スーパーよさこい中継特番 - MC
- JNNふるさと紀行（BS-TBS） - テレビ高知制作回リポーター[13]
- KUTVニュース - 不定期

### フリー転向後
- 子育て情報ランド（サンテレビ） - ナビゲーター[1]
- ひょうごワイワイ（サンテレビ） - MC、リポーター[14]
- ひょうご発信！（サンテレビ） - 「今週の“輝きさん”」不定期リポーター[15]